# 彌次喜多 名君初上り
『彌次喜多 名君初上り』（やじきた めいくんはつのぼり）は、日本のオペレッタ時代劇映画である。1940年（昭和13年）の日活京都撮影所製作、日活配給作品、日活とテイチクの一連の提携作品のうちの一作である。監督は当時31歳のマキノ正博、のちの巨匠・マキノ雅弘の戦前のトーキー作品である。

## 概要
1939年（昭和14年）末に急遽製作された『鴛鴦歌合戦』は、片岡千恵蔵の急病による休養のため、本作を撮影する予定で編成したスタッフ・キャストを流用した急造作品で、主演の片岡の出番は巧みに少ないが、本作は片岡の回復を待って、改めて製作されたものである。ただ、本作は、前作のように、脚本作成から完成まで「10日間」、主演の片岡の撮影時間が「2時間」、といった尋常ではない「撮って出し」のスケジュールではなかったが、同年12月29日の仕事納めまでに完成をしなければならなかった。
本作の「原作・脚本」としてクレジットされているのは山上伊太郎であるが、山上は原案のみで脚色したのは別人であり、それを知ってがっかりしたとマキノは後述している。
現在では、当時わずかな日程ででっちあげられた『鴛鴦歌合戦』の方が名が知れ渡り、東京国立近代美術館フィルムセンターにも所蔵され、DVDも国際的に販売されているが、本作は同センターに所蔵されておらず、したがって上映用プリント等の現存は確認されていない。現時点での知名度も低い。

## スタッフ・作品データ
- 監督 : マキノ正博
- 原作・脚本 : 山上伊太郎
- 音楽 : 大久保徳二郎
- 撮影 : 石本秀雄
- 編集 : 宮本信夫

- 製作 : 日活京都撮影所
- 上映時間（巻数 / メートル） : 87分（9巻 / 2379メートル）[1][2]
- フォーマット : 白黒映画 - スタンダードサイズ（1.37:1） - モノラル録音
- 公開日 :  日本 1940年1月13日
- 配給 :  日活
- 初回興行 : 浅草公園六区・富士館

## キャスト
クレジット順である。
- 片岡千恵蔵 - 左官金太/松原伯耆守（二役）

- 澤村國太郎 - 左官半次
- 塩まさる（テイチク） - 弥次郎兵衛
- ディック・ミネ（テイチク） - 喜多八
- 美ち奴（テイチク） - 矢場の女・お辰
- 服部富子（テイチク） - 大喜の娘・お市
- 香川良介 - 御側用人・柳川嘉兵衛
- 志村喬 - 国家老・圓山久太夫
- 遠山満 - 家老・間瀬大膳
- 団徳麿 - 圓山一味・蒲原幸兵衛
- 藤川三之祐 - 和尚
- 大崎史郎 - 圓山一味・西九郎兵衛
- 若松文男 - 古島礼三郎
- 石川秀道 - 圓山一味・会沢八十右衛門
- 薮内龍三郎 - 圓山一味・熊崎国蔵
- 楠栄三郎 - 案内伝五左衛門
- 福井松之助 - 江室龍平
- 大倉多一郎 - 大喜の亭主
- 志茂山剛 - 唄う矢場の客
- 小林三夫 - 同（唄う矢場の客）
- 武林大八郎 - 袴田平蔵
- 瀬戸一司 - 圓山一味・寺久保伝蔵
- 阪東薪太郎 - 唄う矢場の客
- 富士咲実 - 同（唄う矢場の客）
- 近松龍太郎 - 同（唄う矢場の客）
- 石丸三平 - 同（唄う矢場の客）
- 橘昇子 - 唄う矢場の女
- 巴弘子 - 同（唄う矢場の女）
- 藤木小枝子 - 同（唄う矢場の女）
- 末広華子 - 同（唄う矢場の女）
- 槇木くみ子 - 同（唄う矢場の女）
- 吉田礼子 - 同（唄う矢場の女）

- 市川春代 - 久太夫の娘・小雪

## 関連事項
- 弥次㐂夛道中記
- 鴛鴦歌合戦